# Мер, Рихард
Ри́хард Мер (нем. Richard Mähr) — швейцарский кёрлингист.
В составе мужской сборной Швейцарии участник чемпионата мира 1988 (заняли четвёртое место). Чемпион Швейцарии среди мужчин.
Играл на позиции первого.

## Достижения
- Чемпионат Швейцарии по кёрлингу среди мужчин: золото (1988).

## Команды
| Сезон   | Четвёртый      | Третий     | Второй       | Первый     | Запасной            | Турниры                      |
| ------- | -------------- | ---------- | ------------ | ---------- | ------------------- | ---------------------------- |
| 1987—88 | Даниэль Модель | Бит Стефан | Михаэль Липс | Рихард Мер | Даниель Мюллер (ЧМ) | ЧШМ 1988 · ЧМ 1988 (4 место) |

(скипы выделены полужирным шрифтом)